# Oゲージ

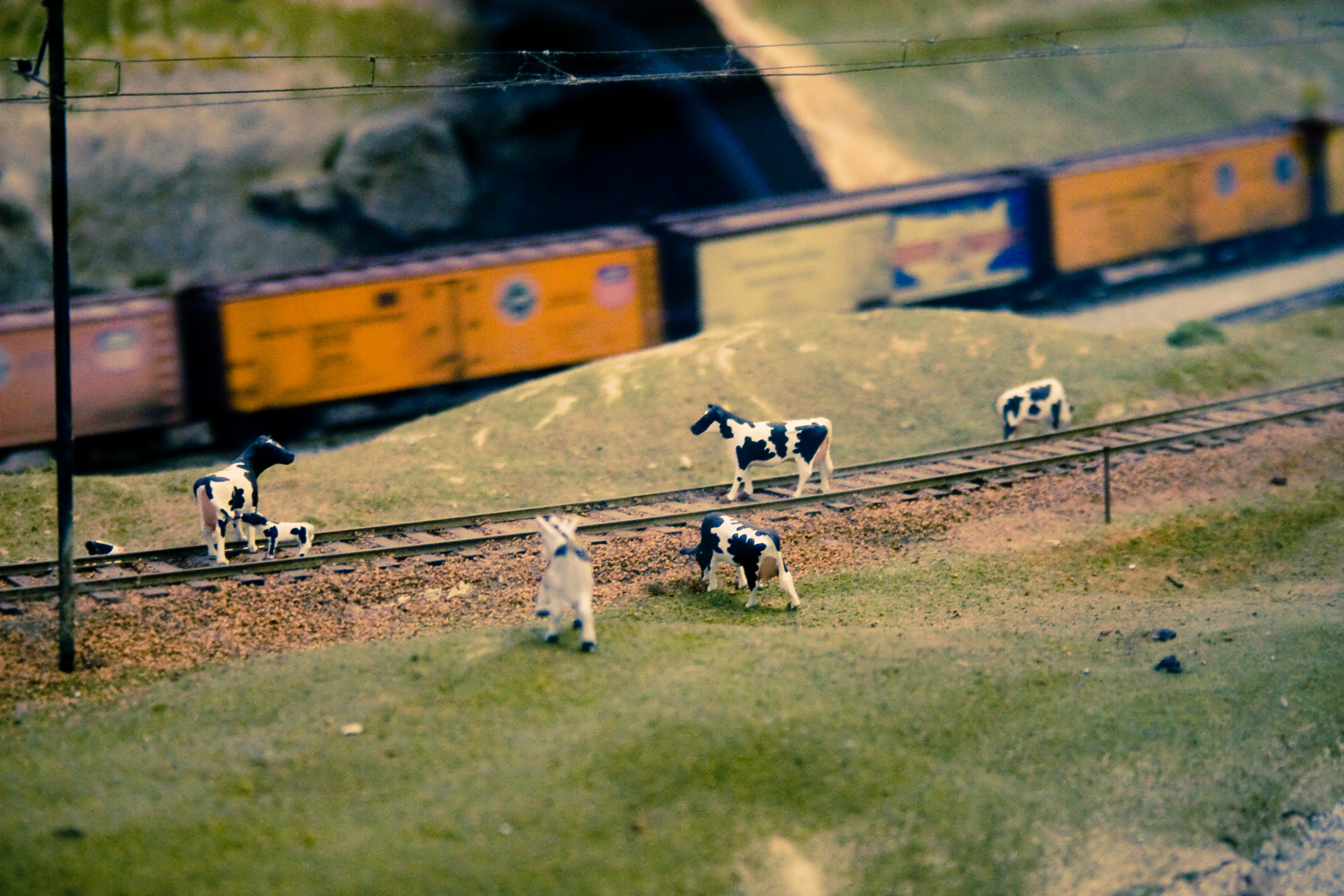
アメリカのOゲージのジオラマ

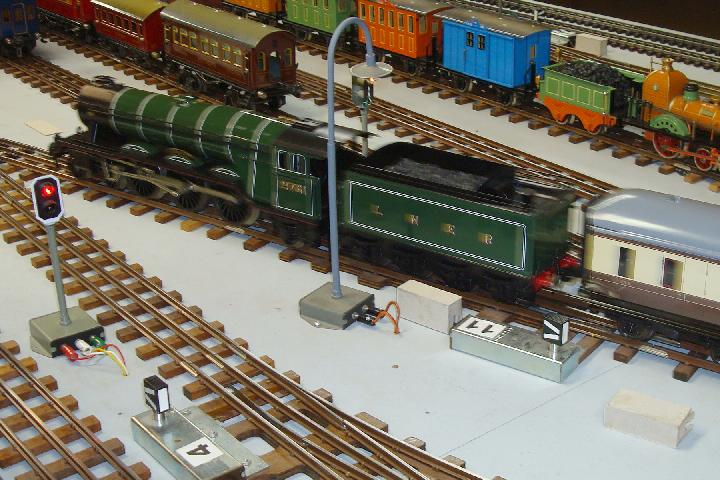
イギリスのOゲージのレイアウト

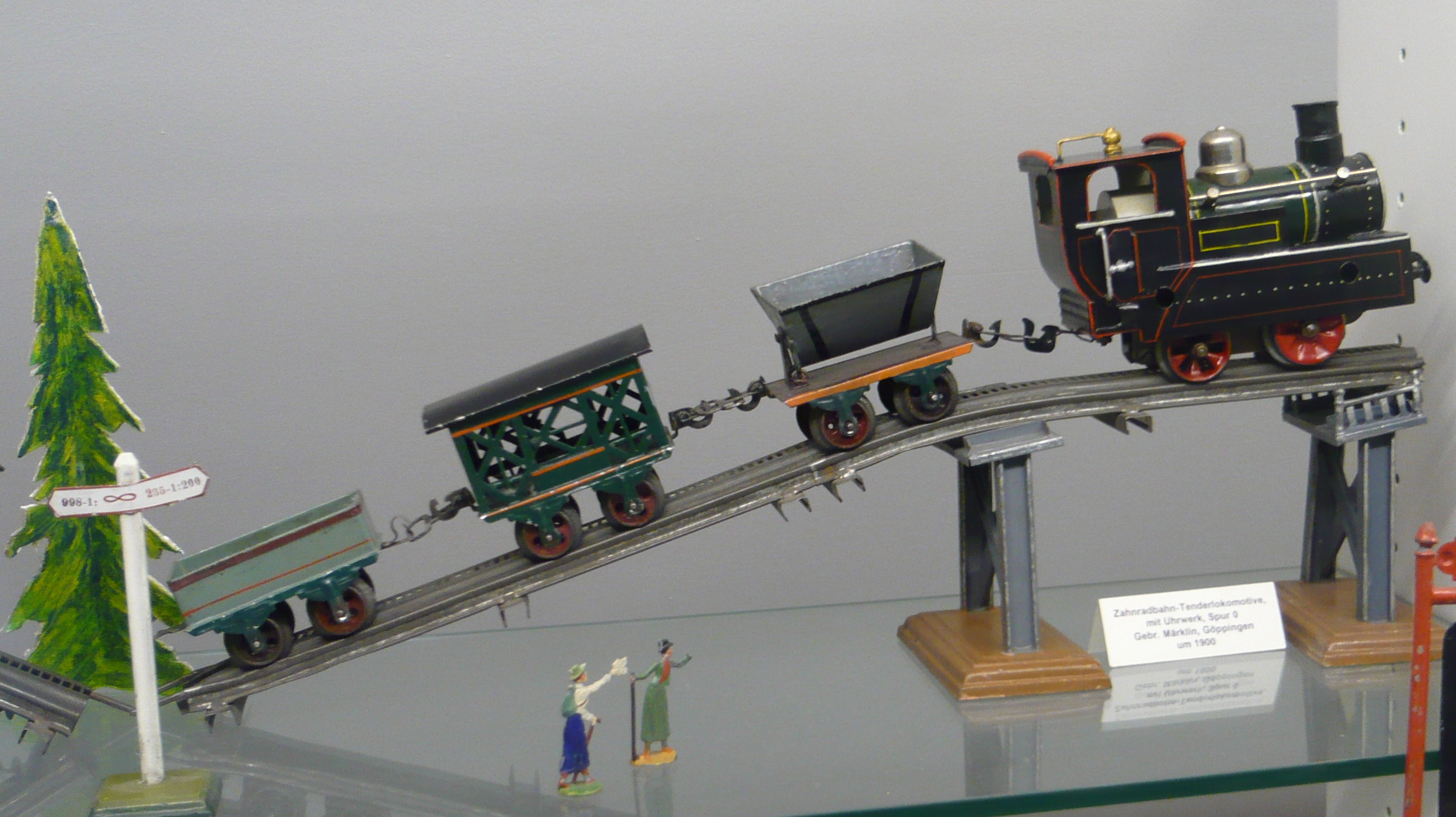
チューリッヒおもちゃ博物館のメルクリン製Oゲージ列車模型

Oゲージ（オーゲージ）とは、鉄道模型の縮尺と軌間を表す規格呼称のひとつ。

## 概要
縮尺1/43 - 1/48 ・軌間32mm（ミリメートル）の鉄道模型規格の総称である。スケールモデルにも、ティンプレートにも用いられる。
日本ではオーゲージ、零番と呼称される。アメリカでは「Oスケール（オースケール）」と呼称し、イギリスでは縮尺が1/43.5であることから「7mmスケール」とも呼称される。
国や地域、車種やメーカーによって縮尺が異なり、日本では主に縮尺1/45を用いる、アメリカでは縮尺1/48が主流で、イギリスでは主に縮尺1/43.5を用いる。
軌間は実物の標準軌（1435mm）を縮尺1/45で縮小して32mmとしたものであるが、1/43.5や1/48の縮尺を用いる国でも軌間は原則として32mmである。したがって、これらの国では厳密に縮尺通りの軌間になっていない。

## 歴史
1900年頃、ドイツのメルクリンが導入した。同じ頃、イギリスでも1番ゲージより小型の「0番」ゲージとして規格が設定され、製品が発売された。アメリカでは1930年代から1960年代初頭までは、交流三線式のOゲージが最も普及していた鉄道模型であった。ヨーロッパでは第二次大戦の前まではOゲージが一般的であったものの、戦後はより小型の直流二線式HOゲージが普及した。
日本では湯山一郎が雑誌『模型鉄道』1938年3月号でOゲージの日本型車輛は1/45サイズを採用すべしと提唱し、それを「零番」と称したことから、一貫して縮尺1/45が採用されている。ただし、狭軌の蒸気機関車はシリンダー間隔が広くなりすぎるのを嫌って縮尺1/43で作るという、2通りの基準を持っていた。
このサイズの提唱は、当時日本独自の35mmゲージが広まっており、これに対して「アメリカ型の大きな断面の機関車も、日本型・イギリス型の小さな断面の機関車も見かけ上は似た大きさにして同じ線路の上を走らせ、国際的な模型鉄道を作る」という思想から生まれたものである。当時、列車としての鉄道模型を所有して運転できた日本人は極めて少なく、ほとんどの愛好者は機関車のみを製作した。客車や貨車は複数の愛好者が持ち寄り、「何台牽いた」ということが話題になる時代であった。したがって、この提唱には賛同者が多かった。
第二次世界大戦後は既製品が容易に入手できるようになり、「同じサイズの模型を揃えたい」や、「実物の編成の通りの運転を楽しみたい」などの考え方が広まったため、各国の車両を混在させて走らせることはほとんど無くなった。すなわち、「零番」の当初の思想は完全に失われたが、日本型の縮尺1/45という規格は定着した。
昭和20年代から昭和30年前半まではOゲージ全盛であった。戦後すぐにHOゲージ（16番）が商品化されたが、畳の上では小さいので脱線する。地方では手に入りにくい。レールは真鍮製のHOゲージよりブリキ製のOゲージのほうが安いとOゲージが有利であった。初心者には短縮した機関車（電関）とガラレール、トランスを販売店が詰め合わせたセットが販売され、『模型とラジオ』や『子供の科学』ではOゲージの車両工作記事が取り上げられ、材料は科学教材社で通販を受けていた。
しかし、多くのメーカーがHOゲージ製造に移っていくなか最後まで数多くのOゲージの車両を製造していたカツミ模型店は1960年ごろに特急こだま号の車体の発売を最後にHOゲージに転向した。そして、『子供の科学』1963年1月号掲載の科学教材社の通販カタログよりOゲージ製品が消えた。1973年に『鉄道模型趣味』がおこなった読者アンケートによれば、採用している軌間はという問いに対して32mmは1.8%、16.5mm70.0%、9mm19.9%（いずれも他の軌間併用含む）であった。
その後、1974年に熊田貿易が国鉄C11を発売する。かつての交流三線式ではなく直流二線式となり、車体も「16番ゲージの真鍮板主体で構成された蒸機をそのまま大きくしたもの」であった。さらにフレキシブルレール、国鉄オハ31系客車、貨車、国鉄ED17を発売している。
一方、1950年頃の日本で主流の狭軌（1067mm）の機関車が標準軌（1435mm）の線路を走るように見えるのを嫌う愛好者が、縮尺1/45で24ミリゲージを採用し、日本独自のOJゲージが登場した。これは後にメーカーから製品が発売され、Oゲージの中の一大勢力となった。
ライオネルでは鉄道模型黎明期の流れを汲む三線式を供給しており、フランジの高さによって「O」、「O27」がある。

## 規格
国や地域、愛好者団体の定める規格・規定によって相違がある。

### 軌間
ヨーロッパのNEM規格などメートル法採用国では32mm である。ヤード・ポンド法を慣用するアメリカのNMRA規格では1.252インチ （≒31.8mm）である。

### 縮尺
アメリカ
アメリカでは、1フィートを1/4インチに縮小する1/4インチスケール、すなわち縮尺1/48である。実際にはこの縮尺での標準軌は29.9mmとなりOゲージの基準となる32mmでは広すぎる。
第二次世界大戦までのアメリカでは、軌間と縮尺の関係が正しくなる17/64インチスケール（縮尺1/45）も採用されていたが、その縮尺がなじみのないものであったことと、『モデルレイルローダー（Model Railroader）』誌の図面が1/4インチスケールであったため、第二次世界大戦後17/64インチスケールは廃れ、1/48の製品しか製造されていない。
イギリス
イギリスでは1フィートを7ミリメートルに縮小する7mmスケール、すなわち縮尺1/43.5である。
ヨーロッパ諸国
MOROPの定めるNEM規格においては縮尺1/45である。メルクリンが製造した最初のOゲージ製品が、標準軌（1435mm）を1-1/4インチに縮小した縮尺1/45を採用したためヨーロッパ諸国にこの縮尺が広がった。フランスにおいては7mmスケール・1/43.5も併用されている。
日本
日本では、模型鉄道誌による「零番」に則り、日本型車輛は縮尺1/45を基準としている。

### 規格詳細
| 呼称      | 軌間                     | 換算軌間 | 実軌間 | 備考                          |
| --------- | ------------------------ | -------- | ------ | ----------------------------- |
| O（オー） | 32mm (31.75 - 32.64mm)   | 1536mm   | 1435mm | 標準軌                        |
| On3       | 19.1mm (19.05 - 19.65mm) | 917mm    | 914mm  | 3フィートゲージ               |
| On30      | 16.5mm (16.50 - 17.07mm) | 792mm    | 762mm  | 30インチ（2フィート半）ゲージ |
| On2       | 12.7mm (12.70 - 13.26mm) | 610mm    | 610mm  | 2フィートゲージ               |

縮尺1/48では標準軌の軌間は計算上29.9mmとなるが、軌間32mmを採用しているため、ややスケール感が損なわれる。
On30
ナローゲージ鉄道の再現のために、従来からあるHOゲージの線路を流用することを目的にアメリカで作られた規格で、縮尺1/48 ・軌間16.5mmである。近年、大手メーカーが参入したことにより製品が増えている。毎年『On30 Annual』が発行されている。近年ではナローゲージの模型の分野において一大勢力となった。
| 呼称      | 軌間   | 換算軌間 | 実軌間           | 備考                                      |
| --------- | ------ | -------- | ---------------- | ----------------------------------------- |
| 0（ゼロ） | 32mm   | 1440mm   | 1250 - 1700mm    | 1435mmゲージ（標準軌）など                |
| 0m        | 22.5mm | 1012mm   | 850 - 1250mm未満 | 1000mmゲージ（メーターゲージ）など        |
| 0e        | 16.5mm | 743mm    | 650 - 850mm未満  | 750mmゲージ、760mmゲージ、800mmゲージなど |
| 0i        | 12mm   | 540mm    | 400 - 650mm未満  | 500mmゲージ、600mmゲージなど              |

| 呼称            | 軌間   | 換算軌間 | 実軌間       | 備考                                           |
| --------------- | ------ | -------- | ------------ | ---------------------------------------------- |
| O（オー・ゼロ） | 32mm   | 1392mm   | 1435mm       | 標準軌                                         |
| O-22.5          | 22.5mm | 979mm    | 1067mm       | 3フィート半（ケープ）ゲージ                    |
| O-18            | 18mm   | 783mm    | 762mm        | 2フィート半ゲージ                              |
| O-16.5          | 16.5mm | 718mm    | 686mm、711mm | 2フィート3インチゲージ、2フィート4インチゲージ |
| O-14            | 14mm   | 609mm    | 610mm        | 2フィートゲージ                                |

日本
規格としては零番とOJがある。ナローゲージモデルではアメリカのNMRA規格に倣い縮尺1/48を採用する製品もある。
| プロトタイプ     | 軌間     | 縮尺                       | 換算軌間   | 実軌間             | 備考 |
| ---------------- | -------- | -------------------------- | ---------- | ------------------ | ---- |
| 日本型           | 32mm     | 1/45                       | 1440mm     | （1067mm-1435mm ） |      |
| アメリカ型       | 32mm     | 1/48 （1/4インチスケール） | 1536mm     | 1435mm             |      |
| イギリス型       | 32mm     | 1/43.5 （7mmスケール）     | 1392mm     | 1435mm             |      |
| （ヨーロッパ型） | （32mm） | （1/45）                   | （1440mm） | （1435mm）         |      |
各国のOゲージ規格と同じ32mm軌間で日本型車輛を走らせる規格。狭軌の鉄道省（国鉄）軌間の車輛も32mm軌間で模型化する。ナローゲージに関する規定は無い。
| 呼称             | 軌間 | 換算軌間 | 実軌間 | 備考                        |
| ---------------- | ---- | -------- | ------ | --------------------------- |
| OJ（オージェー） | 24mm | 1080mm   | 1067mm | 3フィート半（ケープ）ゲージ |
日本で主流の狭軌（1067mm）の車輌が標準軌（1435mm）の線路を走るように見えるのを嫌う愛好者が作った規格。縮尺は零番と同じ1/45で軌間を24mmとして、日本で主流の軌間1067mm（狭軌、ケープゲージ）を正確に模型化している。

### 派生規格・関連規格
Qゲージ
かつてアメリカにおいて、Oゲージの線路幅を32mmから29.9mmに狭めたQゲージを採用した愛好者がきわめて少数であるが存在した。Qゲージでは、ただ線路幅を狭くしただけでタイヤ厚さを変更しなかったため、蒸気機関車での動輪間隔、ロッドの収まりなどの不都合の解消にはつながらなかった。
プロト48
プロト48はアメリカのOスケールの規格で、標準軌の軌道を1/48に縮小した軌間29.9mmの規格である。1980年代に入り車輪形状をAARの規格の1/48とし、実物を正確に1/48とした模型を作ろうという動きが出てきた。提唱者達はProto48、PROTO:48と自らのグループを呼び、一部のメーカーは29.9ミリゲージの車両の供給を開始した。しかし既製品は少なく、主にOゲージ製品の車輪を交換して台車の幅を縮めるといった改造が主流で、改造作業を専業とするメーカーや愛好者も存在する。
実物に忠実に再現しようとしたため、車輪の幅は狭くなり、模型では実物より遥かに急な曲線を通すことになるため、ボギー台車の車両では急曲線に追随しやすいものの、大型の蒸気機関車では急曲線の通過は困難である。

## 駆動・制御方式
Oゲージの車両の多くは、交流三線式と呼ばれる方式を採用している。この方式は最大電圧18ボルトの交流を3本あるレールのうち両側レールを正極、中央レールを負極として流し、レールと接する金属車輪やコレクターを通じて集電し、モーターを駆動して模型車両を走行させる。また、正極または負極のどちらかを架線に流し、パンタグラフなどにより電力を取得する架線集電システムも存在する。
速度の加減は、正極・負極間の電位差を0ボルトから18ボルトまで変化させて行う。
DCC：デジタルコマンドコントロール
2000年代以降、エレクトロニクス技術の応用で新しい制御方式が誕生している。デジタルコマンドコントロール（DCC）と呼ばれる制御方式は、線路上にデジタル信号を送信して車両ごとの運転操作やライトの制御、サウンド制御を行うことができる。また、線路に流れる電圧は一定なので、ライトの明るさは模型列車の速度の影響を受けない。

## 製品
車両から線路、電源装置、ストラクチャー、アクセサリーまで一手に生産する大手メーカーがある一方、車両やストラクチャー等、単一分野のみ生産する中小メーカーや個人が生産するガレージキットメーカーなど数多くのメーカーが存在する。大手メーカーからは初心者や入門者向けとして、車両、線路、電源装置等をまとめて入れたスタートセット（入門セット）が発売されており、初心者でも簡単にOゲージを始められるようになっている。
これらの製品は、百貨店、量販店、玩具店、鉄道模型専門店や通信販売で購入することができる。ただし日本ではOゲージは主流ではないため、個々の製品をそれぞれ購入するか、日本国外から輸入することになる。
車両
Oゲージの製品は、射出成形による主にABS樹脂などのプラスチック製完成品が主流である。これらはプラモデルとは異なり、塗装が施された上で組み立て済となっている。前照灯や尾灯、室内灯が点灯もしくは点灯可能な製品も多い。
また、プラモデル同様に自分で接着剤を使って組み立て、塗装するプラスチック製キットや、金属製（主に真鍮）、射出成形によらないウレタン樹脂製のキットや完成品も発売されている。
動力は基本的にはモーターで、主に金属製の線路から電力を取得して動く。
線路
構造上では、「道床なし線路」と「道床つき線路」に分けられる。両者の違いは、道床なし線路がレール（軌条）とはしご状に作られた枕木部分だけで構成されているのに対し、道床つき線路は枕木の下の砂利部分も土台のような形で一体となっている点である。
使用上では、「組み立て式線路」と「フレキシブル線路」に分けられる。両者の違いは、組み立て式線路があらかじめ曲線半径と円弧の角度や、長さが決まっているのに対し、フレキシブル線路は長尺であり水平方向へ自在に曲げることが出来る点である。
一般的には道床なし・組み立て式線路が普及している。
電源装置
パワーパック、パワーユニット、トランスとも呼ばれる制御機器で、入門向けの低価格品から大容量の高級機種にいたるまで豊富な種類が発売されている。
近年、DCC用の機器も多く製品化されるようになってきている。
ストラクチャー
レイアウト・ジオラマ上に置く建築物を指す。射出成形によるプラスチック製完成品や、金属製キットやペーパーキット (通称カードキット) 、射出成形によらないウレタン樹脂製の完成品やキットなどさまざまな素材により、さまざまな種類の建物が製品化されている。
アクセサリー
自動車、人形など鉄道車両・ストラクチャー以外のOスケールの模型製品全般を指し、主にレイアウト・ジオラマの製作に使われる。自動車はバス、トラックから自転車まで、人形は鉄道員、一般の通行人から牛、犬など動物まで製品化されているほか、電柱、自動販売機、ドラム缶、ポリバケツなど様々なものが模型化されている。
シーナリー用品
レイアウト・ジオラマ製作に使用する部材のことで、地形や植生などのシーンを表現するために用いられる。木や草、芝生、ライケン、コルクブロックなどが発売されている。

## 主なOゲージメーカー・ブランド
日本
- カツミ
- 熊田貿易
- 模型工房サイトウ
- 稲見鉄道模型製作所
- はぐるまや模型店 - 三線式の製品、部品を供給する。
- セッテ
- ムサシノモデル
- ホビーメイトオカ
- U-TRAINS
- カワイモデル - Oゲージからは撤退
- 宮沢模型 - Oゲージからは撤退
- つぼみ堂模型店（廃業）
- こみや（廃業）
- 小高模型（廃業）
- トビー - かつてフルグレックスに供給していた。Oゲージ、鉄道模型事業からは撤退
- 乗工社（かつてフェロースイスに供給していた）（廃業）
- ナローモデル社（廃業）
- パイオニア（廃業）
- 関電機製作所（廃業）
- 朝日屋（廃業）

アメリカ
- ライオネル
- ウィリアムズ・エレクトリック・トレインズ
- MTH・エレクトリック・トレインズ

イギリス
- バセット・ローク
- Ace Trains

イタリア
- ロンバルディ
- ELETTREN

スイス
- フルグレックス
- レマコ
- フェロースイス

スペイン
- PAYA

チェコ
- ETS
- Zanka